# Scuola romana di fisica
Con scuola romana di fisica si indica la tradizione di ricerche nel campo della fisica a Roma, con particolare riferimento alla prima metà del '900, quando, sotto l'impulso di Orso Mario Corbino e con la cattedra di Fisica Teorica di Enrico Fermi, si formò il gruppo dei cosiddetti "ragazzi di via Panisperna". In seguito a queste ricerche Fermi ottenne il premio Nobel per la fisica nel 1938.

## Storia
Fino al Settecento, l'insegnamento della fisica a Roma, si sviluppò in modo significativo tra lo Studium Urbis e gli istituti confessionali, primo fra tutti il Collegio Romano, che rappresentavano, in qualche misura, il pensiero laico da un lato e la tradizione religiosa dall'altro, per poi seguire le vicende dell'Università "La Sapienza". L'insegnamento della fisica nella Roma dei papi non era regolamentato e solo con Benedetto XIV, che attuò un riordino degli insegnamenti universitari, nacque il  "Teatro fisico" e con esso la prima cattedra di fisica sperimentale assegnata al matematico Francesco Jacquier dei Minimi. 
Durante il pontificato di Pio VI (1775-99), l'insegnamento della fisica venne finalmente regolamentato ma, con l'occupazione francese di Roma, il gabinetto di fisica subì un rapido declino. Solo nei primi anni del XIX secolo si ebbe un rilancio dello studio della fisica anche se l'intento era quello di riabilitare le scienze in chiave esclusivamente religiosa e conforme alle dottrine aristoteliche.
Dopo il 1870, data che segna l'annessione di Roma al Regno d'Italia, l'insegnamento della fisica nell'istituto romano si affranca finalmente dalla politica culturale dei papi e viene coinvolto nella politica scientifico-culturale di Quintino Sella. Nuovo direttore dell'istituto è Pietro Blaserna che occupa anche la cattedra di fisica sperimentale a cui si affianca quella di fisica matematica assegnata a Paolo Volpicelli. Nel 1880 l'istituto di fisica ottenne una sede propria a via Panisperna in un nuovo edificio appositamente costruito e curato da Blaserna stesso.
Fu negli anni della direzione di Orso Mario Corbino che l'istituto fisico fece il balzo di qualità. Nel 1926 si istituì infatti la cattedra di Fisica Teorica che venne assegnata ad Enrico Fermi e venne chiamato da Firenze Franco Rasetti che nel 1930 occupò la cattedra di Spettroscopia. Corbino provvide anche a indirizzare le ricerche verso nuovi settori di indagine. Contemporaneamente, Fermi cominciò a formare il cosiddetto "gruppo di via Panisperna" costituito da Franco Rasetti, Emilio Segrè, Edoardo Amaldi, Bruno Pontecorvo e Oscar D'Agostino. Gli studi condotti da Fermi e dal suo gruppo portarono lo stesso Fermi al premio Nobel per la fisica nel 1938.
Nel 1935 l'istituto fisico ebbe una nuova sede e venne trasferito in un edificio all'interno della neonata Città universitaria. Subito dopo, l'Istituto subì un costante declino dovuto ai contrasti tra i suoi protagonisti e il regime fascista. Fermi, a seguito delle leggi razziali fasciste, abbandonò l'Italia subito dopo aver ottenuto il Nobel e fondò a Chicago la cosiddetta "seconda scuola di Fermi". Anche Segré, Pontecorvo e Rasetti abbandoneranno l'Italia tra il 1935 e il 1939. Nel dopoguerra, rimasto solo, Edoardo Amaldi riuscì a ricostruire la scuola romana, che ottenne particolari successi nello studio dei raggi cosmici e nella fisica delle alte energie, realizzando un elettrosincrotrone e un anello di accumulazione a Frascati. 
Attualmente la sede del Dipartimento di fisica si trova all'interno della città universitaria ed è rimasta la stessa dal 1935. È costituita da due edifici: l'edificio Guglielmo Marconi, o VEF (Vecchio edificio di fisica), e l'edificio Enrico Fermi, o NEF (Nuovo edificio di fisica).